# Johann Adam Schall von Bell
Johann Adam Schall von Bell (Lüftelberg, Colònia 1592 - Pequín 1666), jesuïta alemany, matemàtic i astrònom, missioner a la Xina a finals de la dinastia Ming i principis de la Qing.

## Biografia
Johann Adam Schall von Bell va néixer l'1 de maig de 1592 a Lüftelberg, Colònia (Sacre Imperi Romanogermànic) a l'actual Alemanya en el si d'una família de patricis de Colònia. Fill del tercer casament de Heinrich Degenhard amb Maria Scheiffart von Merode.
Va estudiar al Tricoronatum de Colonia i al Collegium Germanicum et Hungaricum de Roma, i posteriorment al Collegio Romano (actual Pontifícia Universitat Gregoriana) sota el mestratge de Christoph Gienberger, successor de Christopher Clavius.
El 21 d'octubre de 1611 va ingressar al noviciat de Sant Andreu de Roma de la Companyia de Jesús. Va ser ordenat sacerdot el 1618 i va jurar els vots de l'orde a Xi’an el 31 de juliol de 1628.
El 2 de gener de 1616 va escriure la seva “indipetae” demanant el seu enviament com a missioner a la Xina, i l'abril de 1618 va sortir de Lisboa (Portugal) cap a Macau, via Goa, on va arribar-hi el 15 de juliol de 1619.
Va morir a Pequín el 15 d'agost de 1666.

### Presència a la Xina
Durant la seva estada a la Xina, Schall va viure a cavall de dues dinasties i va col·laborar amb quatre emperadors, el dos darrers de la dinastia Ming (Emperador Tianqi i Emperador Chongzhen) i dos de la nova dinastia Qing d'origen manxú, els emperadors Shunzhi i Kangxi.

#### Inicis a Macau
Schall va arribar a Macau, inicialment per estudiar xinès a la universitat dels jesuïtes portuguesos, però va coincidir amb una època convulsa. A causa de la seva prosperitat, Macau va ser atacada diverses vegades pels holandesos (calvinistes). L'atac més important va transcórrer el 22 de juny de 1622, sota el lideratge del capità Cornelis Reijersen, en la batalla de Macau. Johann Adam Schall, Giacomo Rho i altres jesuïtes malgrat la seva condició de religiosos, van participar de forma activa en la defensa de la ciutat.

#### Primera etapa a Pequín
A Pequín, hi va arribar el 25 de gener de 1623, amb Nicolò Longobardo durant el regnat de l'emperador Tianqi, el penúltim de la dinastia Ming.
Molt aviat va demostrar les capacitats com astrònom, amb la predicció molt precisa de la durada de l'eclipsi solar del setembre de 1624. Aquest fet va fer que el conseller de l'emperador Chongzhen, Xu Guangqi fes imprimir els càlculs de Schall i els enviés al Ministre de Rites per demostrar que els jesuïtes acabats d'arribar tenien prou capacitat per col·laborar amb els astrònoms xinesos.
Després de quatre anys a Pequín va ser enviat a Xi'an, a la província de Shaanxi.

#### Segona etapa a Pequín
El 1630 Schall i el jesuïta italià Giacomo Rho van ser cridats a Pequín per continuar les tasques relacionades amb la reforma del calendari xinès que havia iniciat el jesuïta Johann Schreck (conegut com a Terrenz), mort aquell mateix any.
Durant el canvi de dinastia (1644), va decidir quedar-se a Pequín contra l'opinió dels seus superiors, però va aconseguir del nou règim manxú el poder mantenir la residencia jesuïta, la capella i la biblioteca. La seva fidelitat a la nova dinastia i la bona relació amb el jove l'emperador Shunzhi, li va permetre mantenir la presència dels jesuïtes que d'alguna forma creien que no podrien seguir amb les seves activitats al finalitzar la dinastia Ming. El 1644 Schall va ser nomenat director del Tribunal astronòmic de Pequín.
Gràcies a les seves contribucions científiques el 1645 va ser nomenat “mandarí” de cinquena classe i el 2 de febrer de 1658, mandarí de primera classe.

#### Judicis i acusacions
Schall va viure una sèrie de conflictes tant amb els lletrats i astrònoms xinesos, com també amb membres de la Companyia de Jesús que no estaven d'acord amb els seus criteris d'actuació, adduint que el calendari de Schall incorporava supersticions i elements astrològics. Per part de jesuïtes com Longobardo, Gabriel de Magalhaes, Lodovico Buglio, Furtado i Fereira es va fer una petició per obtenir el seu acomiadament de la Companyia, però una comissió "ad hoc" el va exonerar, amb el vistiplau del Papa Alexandre VII. Part de les acusacions també feien esment de presumptes comportaments irregulars i de trencar amb el vot de castedat.
Per una altra banda, el 1664, l'astrònom xinès declarat anticristià, Yang Guangxian, el va acusar d'errors en el càlcul del calendari, errors que segons el demandant van causar la mort de l'emperadriu. Com a resultat de la denuncia va ser empresonat i condemnat a mort conjuntament amb altres jesuïtes i col·laboradors xinesos. L'aparició d'un cometa i d'un terratrèmol (que es va interpretar com una senyal divina) a Pequín mentre era a la presó el va salvar. Va ser alliberat, però el seu nom no va ser rehabilitat fins després de la seva mort gràcies a la posició del Ferdinand Verbiest i de l'actuació de l'emperador Kangxi.

#### Activitat evangelitzadora
El 1648 va ser superior de la residència dels jesuïtes a Pequín, on el 1650 va convertir la petita església construïda el 1605 per Matteo Ricci en l'actual catedral de la Immaculada Concepció, coneguda com a Xuanwumen o Nantang (Església del Sud).
El fet que bategés a un eunuc influent, Pang Tianshou, li va permetre celebrar la missa pel personal de la Ciutat Prohibida en una capella privada.
Malgrat els seus esforços mai no va assolir la conversió al cristianisme de l'emperador Chongzhen, el darrer de la dinastia Ming.

## Obres destacades
Schall va escriure una gran quantitat d'obres, algunes de caràcter religiós, però majoritàriament sobre astronomia i matemàtiques. Moltes de les seves publicacions les va escriure en col·laboració amb altres jesuïtes científics, com és el cas de Giacomo Rho o de Johann Schreck.
1626:
- Yuan jing shuo (sobre el telescopi), escrita amb Li Zuba

1628:
- Cetian yueshuo (compendi d'Astronomia) amb Johann Schreck

1630:
- Huangdao zongxingtu (Mapa estelar equatorial)
- Tianzhu jingjie (Significat del Parenostre)

1631:
- Xueli xiaobian (Instruccions per l'ús del calendari)
- Hengxing lizhi (Sobre estrelles fixes) amb Giacomo Rho
- Jianjie zongxingtu (Mapa d'estrelles visibles)
- Celiang quanyi (Mesura de cossos celestes) amb Giacomo Rho
- Bili guijie (Explicació sobre lleis de les proporcions) amb Giacomo Rho

1632: 
- Yueli lizhi (Teoria sobre els moviments lunars) amb Giacomo Rho
- Shengmu jingjie (Explicació sobre l'Ave Maria)

1633: 
- Gujinjiao shikao (Investigació sobre eclipsis antics fins a l'actualitat) amb Giacomo Rho
- Xiyang xinfa lishu (Conjunt d'obres sobre la nova astronomia europea) amb Giacomo Rho

1634:
- Zhenfu xunquan (Vuit Beatituds)
- Jiaoshi lizhi (Teoria sobre eclipsi lunar i solar)
- Jiaoshi biao (Taules sobre eclipsi lunar i solar) amb Giacomo Rho
- Chidao nanbei liangzong xingquantu (Planisferi celeste) amb Giacomo Rho
- Baxianbiao (Taules trigonomètriques) amb Giacomo Rho i Johann Schreck
- Chongzhen lishu (Col·lecció de llibres sobre astronomia i matemàtiques) amb Xu Guangqi, Li Zhidao, Li Tianjing, Nicolò Longobardo. Giacomo Rho i Johnn Schreck

1635: 
- Hengxing chumobiao (Taules sobre l'ascensió i descens d'estrelles fixes) amb Giacomo Rho

1638: 
- Chongyi tang richi suibi (Col·lecció sobre històries de miracles)
- Wuwei biao (Taules sobre cinc planetes), Wuwei lizhi (Teories sobre cinc planetes), Richan lizhi (Taules sobre el moviment del Sol)

1640:
- Jincheng shuxiang (Imatge del Redemptor)
- Kunyu gezhi (Geografia física)
- Tianzhu zhengdao jiel'ue (Catequesi)

1642:
- Zhujiao yuanqi (Origen i desenvolupament del cristianisme)

1644-45:
- Xiyang cerili (Disseny de calendaris d'acord amb el mètode europeu)
- Xinli xiaohuo (Dubtes i preguntes sobre el mètode europeu de predicció d'esdeveniments)

1646: 
- Xinfa liyin (Introducció a l'astronomia)

1656:
- Lifa xihuan (Història de l'astronomia occidental)
- Xinfa biaoyi (Diferències entre l'antiga i la nova astronomia)

1661-1664:
- Zoushu (Peticions a l'emperador en favor de l'astronomia europea)